# Dudu (futebolista, 1992)
Eduardo Pereira Rodrigues, mais conhecido como Dudu (Goiânia, 7 de janeiro de 1992), é um futebolista brasileiro que atua como ponta ou meio-campista. Joga pelo Atlético Mineiro.

## Carreira

### Início
Nascido em Goiânia, Goiás, Dudu, iniciou sua carreira em 2001 nas categorias de base do Atlético Goianiense, onde venceu tudo que disputou pelo clube, saindo em 2005 para uma breve temporada no clube amador Ovel. Permaneceu por um curto período e foi para o Cruzeiro fazer um período de testes nas categorias de base, onde foi aprovado e contratado pelo clube mineiro.

### Cruzeiro
No clube mineiro permaneceu cinco anos nas divisões de base, de 2005 a 2010. No dia 14 de junho de 2009, estreou profissionalmente, curiosamente, contra o Palmeiras.
No início de 2010, disputou a Copa São Paulo de Futebol Júnior, sendo a grande referência e o 10 da equipe cruzeirense.

### Empréstimo ao Coritiba
Após bela Copinha, em 27 de abril de 2010, foi emprestado ao Coritiba para a disputa da Série B. Pelo Coxa disputou 21 partidas. Ao fim do ano, retornou ao Cruzeiro com o título da Série B.

### Retorno ao Cruzeiro
No começo de 2011, retornou ao Cruzeiro com mais experiência, após empréstimo ao Coritiba. E, com mais chances, marcou seu primeiro gol como profissional na partida contra a Caldense pelo Mineiro, na vitória por 3–0 no dia 30 de janeiro. No dia 25 de junho na partida contra o Coritiba, Dudu, jogando como substituto, surpreendeu o técnico Joel Santana, que disse: "Dudu entrou muito bem na partida. Ele é um garoto tão ousado, inteligente, que não esquece as instruções. Ele é audacioso, mesmo sendo um garotinho. Prova que a altura não é realmente importante para o futebol. Qualidade, habilidade e competência são. Ele mostrou que é um jogador tão competente, apesar de jovem."

### Dínamo de Kiev
Após conquistar o título da Copa do Mundo FIFA Sub-20 de 2011, no dia 27 de agosto Dudu foi vendido ao Dínamo de Kiev, da Ucrânia, por 5 milhões de euros. Marcou seu primeiro gol com a camisa do Dínamo em sua terceira partida, o quinto gol na vitória por 6 a 1 diante do Zorya. Dudu chegou a atuar com o centroavante Andriy Shevchenko, ídolo do Dínamo e considerado o maior futebolista ucraniano da história.

### Empréstimo ao Grêmio

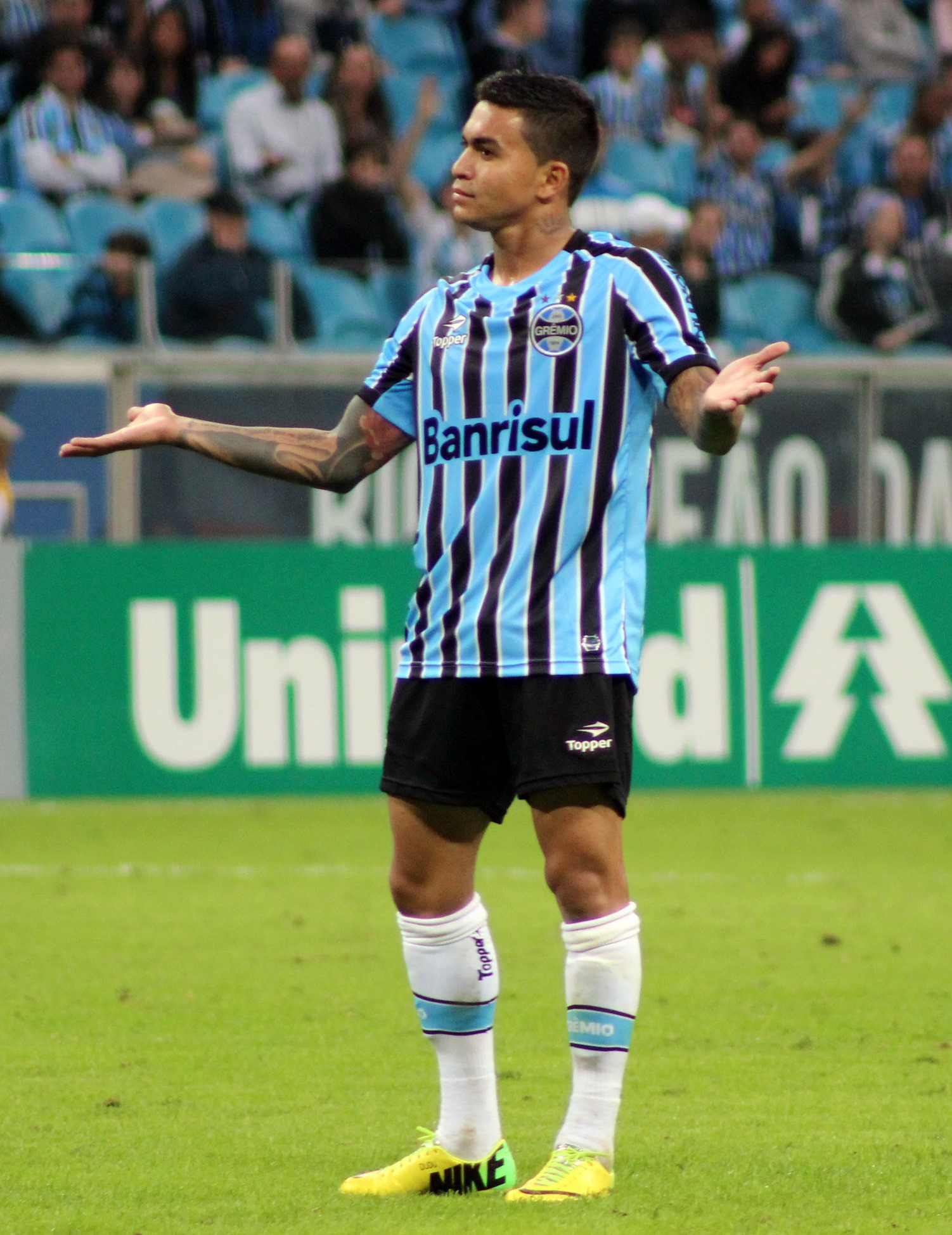
Dudu, atuando pelo Grêmio, em 2014.

Em 11 de fevereiro de 2014 foi contratado por empréstimo pelo Grêmio, assinando até o final do ano.
Ao longo da temporada, Dudu obteve grande destaque atuando pelo clube gaúcho, atuando em 53 partidas e marcando oito gols, sendo esse até então o seu melhor ano. Ao término da temporada, devido ao alto preço, o Grêmio não renovou com o atacante.

### Palmeiras

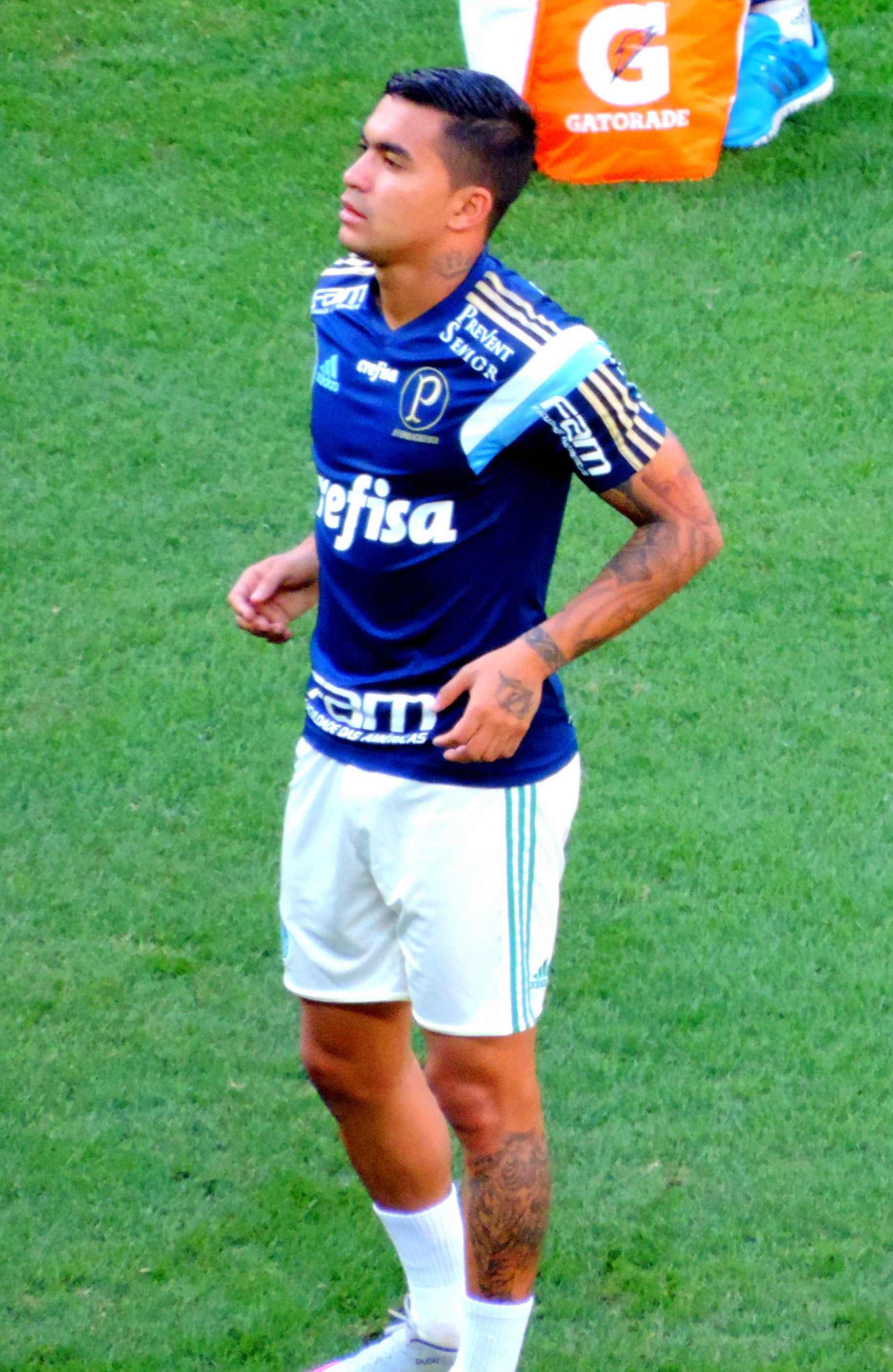
Dudu, em aquecimento, antes de partida do Palmeiras contra o Santos, em 2015.

Após intensa disputa pela contratação do atleta entre Corinthians e São Paulo, onde parte da mídia já considerava o jogador até mesmo contratado pelo Alvinegro, o Palmeiras apareceu de surpresa e o contratou em 12 de janeiro de 2015 por quatro temporadas, comprando 50% dos direitos federativos do jogador e aplicando o que a mídia chamou de "chapéu" nos rivais.
Dudu estreou pelo Alviverde em 26 de janeiro, em um amistoso contra o Red Bull Brasil, dando uma assistência para Jonatan Cristaldo na vitória por 3–2, no Allianz Parque. Seu primeiro gol saiu semanas depois, ao fazer o gol da vitória do Palmeiras sobre o São Bento, pelo Campeonato Paulista. Foi fundamental na campanha que culminou na conquista da Copa do Brasil, na qual o Palmeiras sagrou-se tricampeão. Na finalíssima diante do Santos, marcou dois gols, em que o jogo terminou em 2–1 para o Palmeiras, levando a final para os pênaltis. Terminou a temporada como o artilheiro da equipe, com 16 gols em 56 partidas, e também o vice-líder de assistências, com 12.
Em abril de 2016, Dudu foi responsável pelo gol da vitória por 1–0 sobre o arquirrival Corinthians no Pacaembu, pelo Campeonato Paulista. O resultado significou a quebra de um tabu de 21 anos sem o time palestrino vencer o alvinegro no estádio. Com a chegada do técnico Cuca, Dudu foi nomeado o capitão da equipe. No dia 28 de setembro, em jogo válido pela Copa do Brasil, Dudu completou 100 jogos com a camisa do Palmeiras, contra o Grêmio, onde o Verdão perdeu por 1–2, jogando na Arena do Grêmio. Em novembro sagrou-se campeão do Campeonato Brasileiro, encerrando um jejum de 22 anos da equipe sem ganhar o torneio nacional. Fundamental para a equipe durante o torneio, o atacante marcou seis gols e deu 10 assistências. Terminou a temporada marcando nove gols e dando 12 assistências, líder da equipe nesse quesito.
Em março de 2017, Dudu marcou um gol de cobertura contra o rival São Paulo, quando abriu o placar em vitória por 3–0. O presidente do clube, Maurício Galiotte, presenteou o atacante com uma placa comemorativa exaltando o gol. Durante a temporada, Dudu manteve seu lugar na equipe, participando de mais de 50 jogos, com 12 gols e 12 assistências. Tais números igualaram a temporada de 2015, a sua melhor pelo Palmeiras até então.

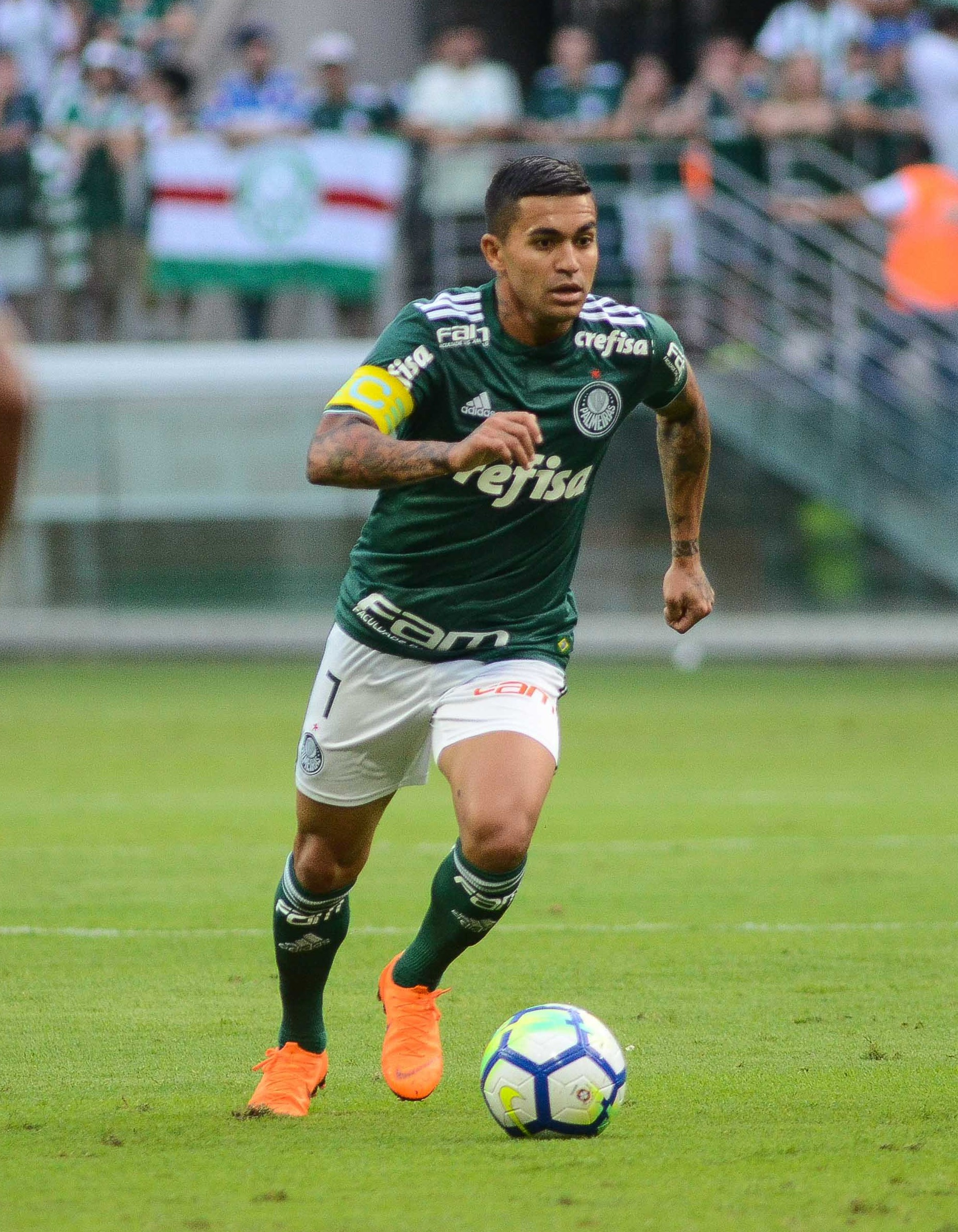
Dudu, pelo Palmeiras, em 2018.

Já em 2018, no dia 25 de julho, em jogo válido pelo Campeonato Brasileiro, na derrota do Palmeiras para o Fluminense por 0–1, no Estádio do Maracanã, Dudu atingiu a marca de 200 jogos disputados com a camisa do alviverde. No segundo semestre do ano, com a chegada de Luiz Felipe Scolari como técnico do Palmeiras, Dudu subiu de produção e novamente foi decisivo na conquista do Campeonato Brasileiro, sendo considerado o melhor jogador da competição. Além disso, ele se tornou o maior artilheiro do Palmeiras no século XXI.
Pela temporada de 2019, em janeiro, Dudu renovou e assinou novo contrato com o Palmeiras até 2023. Ao marcar o segundo gol da vitória por 2–0 contra o Cruzeiro, pela última rodada do Campeonato Brasileiro, Dudu chegou a 41 gols pelo Palmeiras no Brasileirão e se isolou como o segundo maior artilheiro do clube na competição, atrás apenas de César Maluco. Mesmo em um ano sem conquistas para o clube, Dudu manteve sua regularidade e seguiu sendo um dos jogadores mais efetivos do elenco, terminando a temporada como artilheiro, jogador com mais assistências e partidas pelo Palmeiras. Ele também conquistou sua quarta Bola de Prata consecutiva, igualando o feito do zagueiro Geromel como os únicos jogadores a vencerem o prêmio tantas vezes seguidas.
No ano seguinte, no dia 20 de fevereiro, em partida válida pelo Campeonato Paulista, contra o Guarani, Dudu completou 300 jogos com a camisa do Palmeiras, marcando o gol da vitória por 1–0, no Allianz Parque. Antes de deixar o Palmeiras, o jogador atuou em algumas partidas no início das campanhas dos títulos do Campeonato Paulista e da Libertadores de 2020, sendo considerado pelo clube campeão dessas competições.

### Empréstimo ao Al-Duhail
No dia 9 de julho de 2020, após cinco temporadas e meia no Palmeiras, Dudu foi emprestado ao Al-Duhail, do Catar. O clube árabe pagou 7 milhões de euros por um ano de contrato, com opção de compra do atacante por mais 6 milhões de euros após o término do empréstimo. Dudu estreou oficialmente no dia 4 de setembro, na vitória por 3-0 diante do Umm Salal, pela Q-League.
Em maio de 2021, o Palmeiras anunciou no seu perfil do Twitter que o Al-Duhail não havia exercido o direito de compra de Dudu até o prazo estipulado por contrato, e que o atacante estaria de volta ao clube alviverde.

### Retorno ao Palmeiras
Dudu se reapresentou ao Palmeiras apenas no começo de julho, quando seu contrato de empréstimo com o clube catari se encerrou. Fez sua reestreia no dia 10 de julho, ao entrar durante a partida contra o Santos, válida pelo Campeonato Brasileiro. Seu primeiro gol após a volta foi contra o São Paulo, na partida de volta das quartas de final da Copa Libertadores; o segundo gol numa vitória de 3–0. Na mesma edição de Libertadores, Dudu fez o gol do empate contra o Atlético-MG que garantiu a classificação palmeirense à final. No dia 27 de novembro, o Palmeiras conquistou o tricampeonato da Copa Libertadores, ao derrotar o Flamengo por 2–1. Dudu, que jogou algumas partidas na campanha do título de 2020, mas saiu do clube antes do fim da competição, pôde conquistar em campo a Libertadores de 2021.

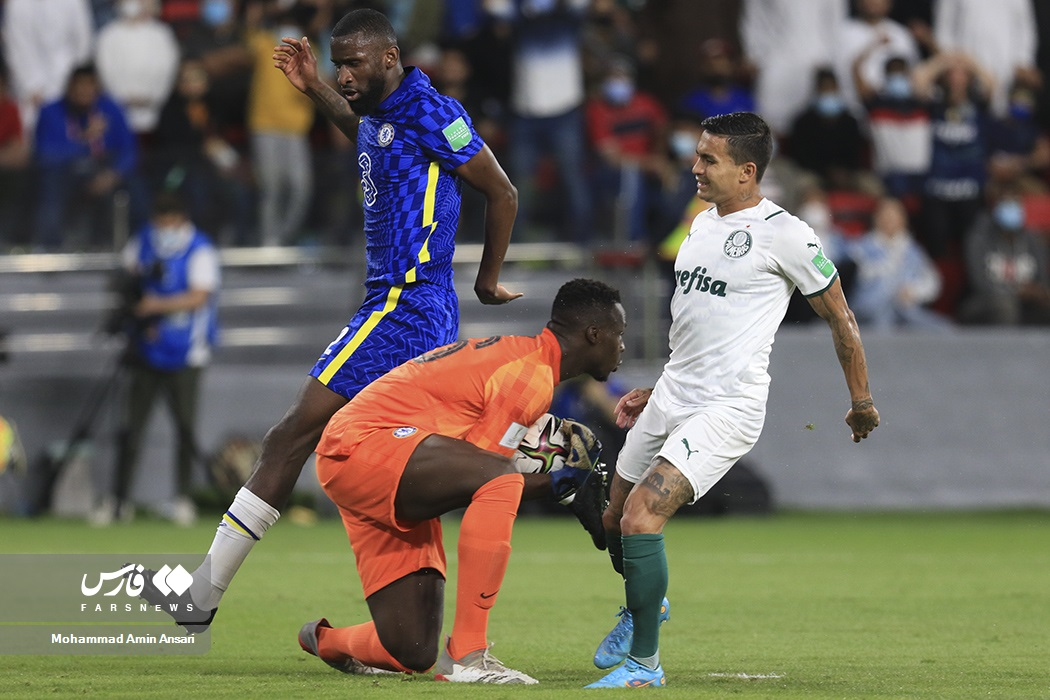
Dudu, na final do Mundial de Clubes da FIFA, contra o Chelsea, em 2021.

Já em 2022, em fevereiro, na disputa do Mundial de Clubes de 2021, o atacante teve grande atuação na semifinal, marcando um gol e dando uma assistência contra o Al-Ahly. Mesmo com o vice campeonato do Palmeiras, ele foi eleito o segundo melhor jogador da competição. No mês seguinte, Dudu conquistou mais um título oficial internacional pelo Palmeiras, depois de o clube alviverde vencer o Athlético Paranaense na decisão da Recopa Sul-Americana. Com a conquista inédita, Dudu se tornou o atleta com mais títulos obtidos pelo Palmeiras no século XXI, com sete taças. No mesmo mês, após o triunfo palmeirense contra o Ituano pelo Campeonato Paulista, o atacante chegou a 200 vitórias pelo Palmeiras, o primeiro atleta a atingir essa marca no Século XXI. Em abril, o Palmeiras se sagrou campeão paulista após vitória por 4–0 contra o São Paulo e Dudu foi escolhido o melhor jogador da competição. Na partida seguinte, a estreia na Libertadores contra o Deportivo Táchira, Dudu completou 350 jogos com a camisa do Palmeiras e chegou à sétima Libertadores disputada pelo clube, com isso se tornou o recordista em  edições do torneio pelo Alviverde, ultrapassando Marcos. Em maio, na vitória por 2–1 contra a Juazeirense, pela Copa do Brasil, Dudu chegou a 358 jogos pelo Palmeiras e entrou para o top 20 de jogadores que mais vestiram a camisa alviverde, empatado com Oberdan Cattani. Ao atingir essa marca, ele também superou Heitor e se isolou como o terceiro atacante que mais jogou pelo clube. Após vitória por 4–0 frente o Coritiba, pelo Campeonato Brasileiro, em outubro, Dudu superou Marcos como o jogador com mais partidas disputadas pelo Palmeiras no século XXI, alcançando 393 jogos pelo Alviverde. No dia 9 de novembro, Dudu completou quatrocentos jogos pelo Palmeiras, em partida contra o América Mineiro, vencida por 2–1 pelo clube paulista. Dudu atuou em todas as 38 rodadas da competição, tornando-se, assim, apenas o segundo jogador campeão a jogar todas as partidas do Brasileirão, após o meio-campista argentino Darío Conca em 2010. Em 23 de dezembro, renovou o seu contrato com o Palmeiras até o final de 2025, com possibilidade de extensão até 2026.
Pela temporada de 2023, Dudu iniciou abaixo do esperado e passou todo o Campeonato Paulista sem marcar nenhum gol.  Entretanto, na volta da final contra o Água Santa, destacou-se com uma assistência e ajudou o time a conquistar o bicampeonato estadual. Em junho, após passe para gol de Rony na vitória por 3–1 sobre o Coritiba pelo Campeonato Brasileiro, Dudu chegou a cem assistências com a camisa do Palmeiras, marca que apenas o meia argentino Andrés D'Alessandro havia atingido no século XXI por um clube brasileiro. Em agosto, em partida contra o Vasco da Gama pelo Campeonato Brasileiro, no Allianz Parque, Dudu sofreu uma lesão no menisco e uma ruptura de ligamento cruzado anterior no joelho direito, sendo substituído em seguida. O jogador passou por cirurgia no local dias depois e, embora o Palmeiras não tenha divulgado prazo de recuperação, a previsão inicial foi de que o atleta ficaria de seis a oito meses fora dos gramados, encerrando a sua participação na temporada. Mesmo assim, ao final do ano, com a conquista do bicampeonato brasileiro, Dudu chegou a doze taças vencidas com o Palmeiras e igualou Ademir da Guia e Junqueira como o jogador com mais títulos pelo clube. Além disso, o atacante se tornou o primeiro jogador a vencer quatro títulos brasileiros pela mesma equipe na era dos pontos corridos.

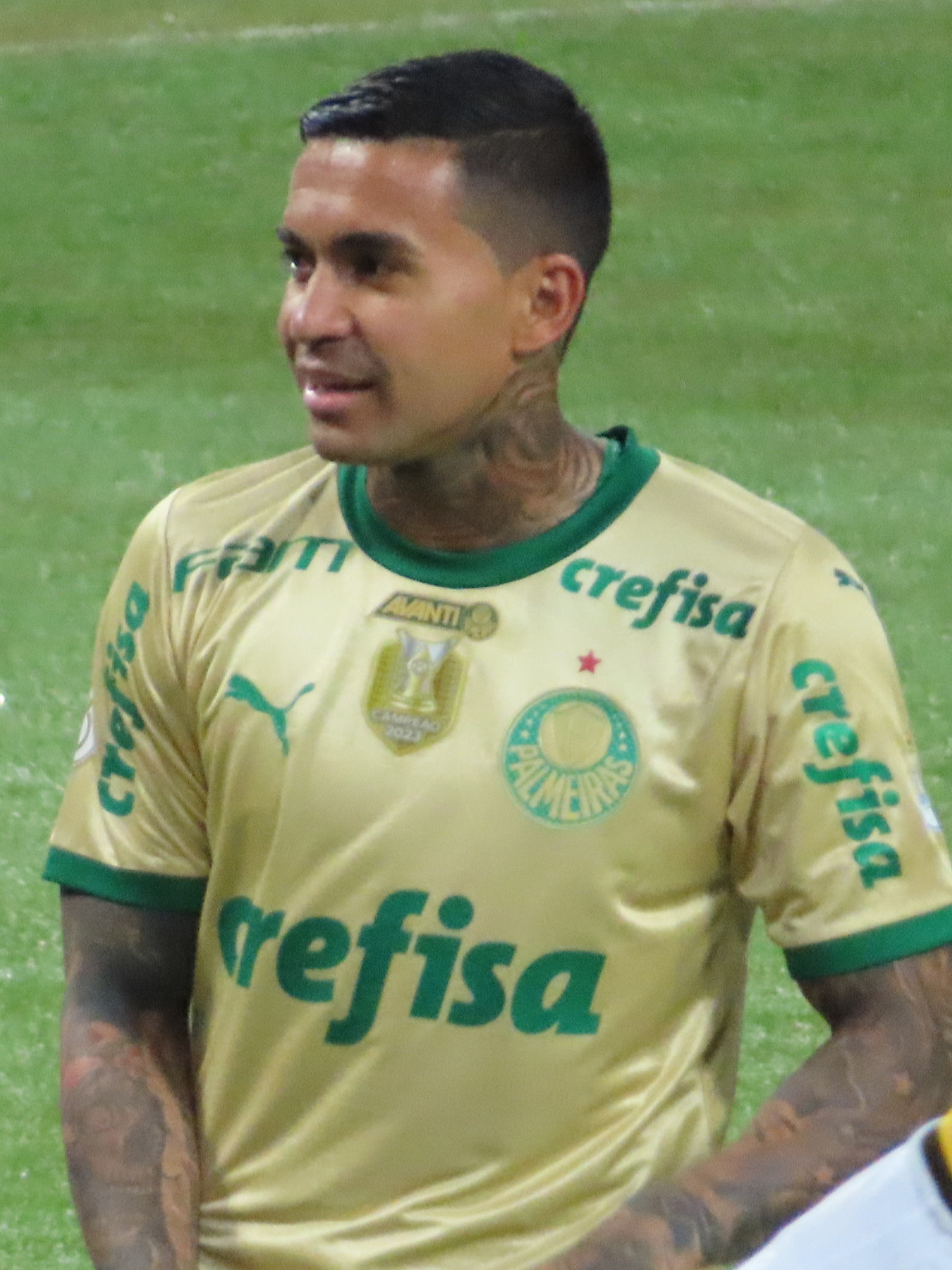
Dudu, com o Palmeiras, em 2024

Em 15 de junho de 2024, o Cruzeiro anunciou via X (antigo Twitter) que havia chegado a um acordo com Dudu para uma transferência em definitivo, e que, de acordo com o portal ge, havia feito uma oferta para o Palmeiras no valor de quatro milhões de dólares (21,5 milhões de reais, na época) para um contrato de cinco anos; o jogador receberia um salário trezentos mil reais superior ao que recebia no time paulista. Entretanto, no dia 17, após muitas especulações de que o atleta havia se arrependido do acordo, Dudu emitiu nota oficial em sua página no Instagram comunicando que embora a proposta tenha existido, que permaneceria no Palmeiras e que "ainda não era hora de encerrar o [seu] ciclo". O Cruzeiro também emitiu nota na mesma rede social horas depois, afirmando que a oferta ao atacante e ao clube paulista havia sido retirada e que o assunto estaria "encerrado". No dia 24 do mesmo mês, Dudu retornou aos gramados após dez meses afastado por lesão, substituindo Flaco López no segundo tempo da vitória do Palmeiras por 3–1 sobre o Juventude, pelo Campeonato Brasileiro, no Allianz Parque. Em julho, em vitória contra o Cruzeiro, no primeiro jogo em que foi titular desde a lesão, Dudu ultrapassou Emerson Leão como o jogador com mais partidas de Campeonato Brasileiro pelo Palmeiras ao atingir 233 jogos na competição. Uma semana depois, completou 450 jogos com a camisa do Palmeiras. No final da temporada, em 12 de dezembro, o Palmeiras anunciou, via X, que havia entrado em acordo com Dudu para uma rescisão antecipada de contrato. Pelo alviverde paulista, o atacante realizou 462 partidas, marcou 88 gols e conquistou doze títulos.

### Segundo retorno ao Cruzeiro
Em 23 de dezembro de 2024, Dudu foi anunciado como novo reforço do Cruzeiro, retornando ao clube onde foi revelado, após treze anos. Segundo o portal ge, o atacante assinou um contrato válido até o fim de 2027. Foi apresentado oficialmente no dia 4 de janeiro de 2025, para mais de 45 mil torcedores, no estádio Mineirão. Após dois jogos amistosos pela FC Séries, na Flórida, contra São Paulo e Atlético Mineiro, fez sua reestreia oficial pelo Cruzeiro no dia 22 de janeiro, contra o Athletic, pelo Campeonato Mineiro. Marcou seu primeiro gol no retorno ao clube mineiro em 2 de fevereiro, na vitória por 3–1 contra o Uberlândia, também pelo Campeonato Mineiro, no Mineirão; o jogador voltou a marcar após 575 dias. Em 29 de março, Dudu fez sua primeira partida pelo Campeonato Brasileiro de 2025, contra o Mirassol, também marcando seu primeiro gol pelo Cruzeiro na competição.
Em abril de 2025, após de uma série de discordâncias entre Dudu e a comissão técnica do treinador Leonardo Jardim, além de entrar em rota de colisão com o dono da SAF do Cruzeiro, Pedro Lourenço, o jogador teve a sua saída do clube "sinalizada" no dia 27. Em conversa com torcedores presentes no Parque do Sabiá antes de uma partida contra o Vasco da Gama, Lourenço, ao ser perguntado sobre o futuro do atacante, fez gestos com as mãos que indicariam a saída. Em 2 de maio, o clube anunciou oficialmente a rescisão de contrato com o jogador.

### Atlético Mineiro
Em 6 de maio de 2025, Dudu foi anunciado oficialmente como novo reforço do Atlético Mineiro. O jogador assinou contrato válido até o fim de 2027. Após uma votação online realizada pelo clube, a torcida atleticana decidiu que o atleta utilizaria a camisa de número 92.

## Seleção Brasileira

### Sub-20
Em 16 de junho de 2011, foi convocado por Ney Franco para defender a Seleção Brasileira que disputou a Copa do Mundo FIFA Sub-20. Marcou seu primeiro gol na terceira partida em que disputou, na vitória sobre 4–0 sobre o contra o Panamá. Disputou todas as outras partidas, sempre como reserva, e marcou novamente na partida contra a Arábia Saudita, onde o Brasil venceu por 3–0 e no empate em 2–2 contra a Espanha.

### Principal
Convocado pelo treinador Mano Menezes, estreou pela Seleção Brasileira principal no dia 10 de novembro de 2011, ao substituir Jonas no amistoso contra o Gabão.
Quase seis anos depois, em 19 de janeiro de 2017, Dudu foi convocado pelo técnico Tite para o Jogo da Amizade contra a Colômbia. Como o amistoso foi agendado fora da Data FIFA, apenas atletas que atuam no futebol brasileiro foram convocados. Na partida, vencida pela Seleção Brasileira por 1–0, Dudu foi escalado como titular, marcando o único gol do amistoso. Aos 33 minutos do segundo tempo foi substituído para a entrada de Camilo.
Em 17 de março de 2017, Dudu foi novamente convocado pelo técnico Tite, dessa vez para a vaga de Douglas Costa, cortado por causa de uma lesão no joelho esquerdo. O jogador foi uma das opções para as partidas diante do Uruguai, no dia 23 de março, no Estádio Centenario, e do Paraguai, no dia 28 de março, na Arena Corinthians, ambas pelas Eliminatórias da Copa do Mundo de 2018.

## Estilo de jogo
Ponta-esquerda de ofício, Dudu também pode jogar na ponta-direita e pelo meio. Jogando pelo Palmeiras, especialmente sob o comando de Marcelo Oliveira, Cuca, e Luiz Felipe Scolari, Dudu obteve mais liberdade de posição no ataque, podendo alternar entre jogadas pela ponta e infiltrações pelo centro, recebendo a bola livre e com possibilidade de verticalizar o jogo.
Entre suas características estão o drible, a velocidade e o chute de fora da área.

## Vida pessoal
Dudu foi casado com Mallu Ohanna, com quem teve dois filhos: Cauê e Pedro Henrique. Em março de 2021, foi processado pela ex-esposa.
No dia 16 de novembro de 2022, casou-se com a modelo Paula Caroline Campos.

## Polêmicas
Em 30 de janeiro de 2013, foi preso, em Goiânia, suspeito de agressão a mulher e a sogra. No entanto, após pagar uma fiança no valor de doze mil reais, foi liberado para responder em liberdade. O jogador uma nota oficial dizendo que houve "um grande mal-entendido na ocasião, mas sem qualquer envolvimento da minha esposa" e que o fato "já está devidamente esclarecido mediante os órgãos legais."
Na segunda partida das finais do Campeonato Paulista de 2015 foi expulso de campo juntamente com o jogador Geuvânio, do Santos. O jogador exaltou-se, empurrando e ofendendo Guilherme Ceretta de Lima. Foi julgado e condenado a 180 dias de suspensão pelo Tribunal de Justiça Desportiva do Estado de São Paulo. O Palmeiras recorreu e a pena foi reduzida para seis jogos.
Em 22 de junho de 2020, Dudu foi acusado por sua esposa de tê-la agredido dentro do apartamento do casal. Imagens do circuito interno de câmeras do condomínio mostraram Dudu tomando um tapa de Mallu. Ela abriu um boletim de ocorrência contra o jogador.
Em 18 de julho de 2025, o atacante Dudu, do Atlético-MG, foi condenado pelo Superior Tribunal de Justiça Desportiva (STJD), com base no Art 243-G do Código Brasileiro de Justiça Desportiva (CBJD), a seis jogos de suspensão e multa de 90 mil reais por atos discriminatórios contra a presidente do Palmeiras, Leila Pereira, publicadas em rede social após sua saída do clube em 2023; o julgamento, motivado por denúncia da União Brasileira de Mulheres, teve votação unânime, contou com depoimento de Leila, e levou o Atlético a solicitar efeito suspensivo para que o jogador possa atuar até novo julgamento, enquanto ambas as partes também se enfrentam na justiça comum com ações cruzadas por difamação e danos morais.

## Estatísticas

### Clubes
Atualizadas até 29 de março de 2025.
| Clube             | Temporada         | Campeonato nacional | Campeonato nacional | Campeonato nacional | Copa nacional[a] | Copa nacional[a] | Copa nacional[a] | Competições continentais[b] | Competições continentais[b] | Competições continentais[b] | Outros torneios[c] | Outros torneios[c] | Outros torneios[c] | Total | Total | Total   |
| Clube             | Temporada         | Jogos               | Gols                | Assist.             | Jogos            | Gols             | Assist.          | Jogos                       | Gols                        | Assist.                     | Jogos              | Gols               | Assist.            | Jogos | Gols  | Assist. |
| ----------------- | ----------------- | ------------------- | ------------------- | ------------------- | ---------------- | ---------------- | ---------------- | --------------------------- | --------------------------- | --------------------------- | ------------------ | ------------------ | ------------------ | ----- | ----- | ------- |
| Cruzeiro          | 2009              | 6                   | 0                   | 0                   | —                | —                | —                | —                           | —                           | —                           | —                  | —                  | —                  | 6     | 0     | 0       |
| Cruzeiro          | 2010              | —                   | —                   | —                   | —                | —                | —                | —                           | —                           | —                           | 1                  | 0                  | 0                  | 1     | 0     | 0       |
| Cruzeiro          | Total             | 6                   | 0                   | 0                   | —                | —                | —                | —                           | —                           | —                           | 1                  | 0                  | 0                  | 7     | 0     | 0       |
| Coritiba          | 2010              | 21                  | 0                   | 4                   | —                | —                | —                | —                           | —                           | —                           | —                  | —                  | —                  | 21    | 0     | 4       |
| Coritiba          | Total             | 21                  | 0                   | 4                   | —                | —                | —                | —                           | —                           | —                           | —                  | —                  | —                  | 21    | 0     | 4       |
| Cruzeiro          | 2011              | 6                   | 0                   | 1                   | —                | —                | —                | 4                           | 0                           | 1                           | 8                  | 2                  | 2                  | 18    | 2     | 4       |
| Cruzeiro          | Total             | 6                   | 0                   | 1                   | —                | —                | —                | 4                           | 0                           | 1                           | 8                  | 2                  | 2                  | 18    | 2     | 4       |
| Dínamo de Kiev    | 2011–12           | 4                   | 1                   | 0                   | 1                | 1                | 0                | 1                           | 0                           | 0                           | —                  | —                  | —                  | 6     | 2     | 0       |
| Dínamo de Kiev    | 2012–13           | 13                  | 1                   | 4                   | —                | —                | —                | 2                           | 0                           | 0                           | —                  | —                  | —                  | 15    | 1     | 4       |
| Dínamo de Kiev    | 2013–14           | 7                   | 0                   | 0                   | 1                | 1                | 0                | 3                           | 0                           | 1                           | —                  | —                  | —                  | 11    | 1     | 1       |
| Dínamo de Kiev    | Total             | 24                  | 2                   | 4                   | 2                | 2                | 0                | 6                           | 0                           | 1                           | —                  | —                  | —                  | 32    | 4     | 5       |
| Grêmio            | 2014              | 35                  | 3                   | 5                   | 1                | 0                | 0                | 7                           | 2                           | 0                           | 10                 | 3                  | 2                  | 53    | 8     | 7       |
| Grêmio            | Total             | 35                  | 3                   | 5                   | 1                | 0                | 0                | 7                           | 2                           | 0                           | 10                 | 3                  | 2                  | 53    | 8     | 7       |
| Palmeiras         | 2015              | 28                  | 10                  | 7                   | 11               | 3                | 3                | —                           | —                           | —                           | 17                 | 3                  | 4                  | 56    | 16    | 14      |
| Palmeiras         | 2016              | 33                  | 6                   | 10                  | 2                | 0                | 0                | 4                           | 0                           | 2                           | 14                 | 3                  | 1                  | 53    | 9     | 12      |
| Palmeiras         | 2017              | 26                  | 9                   | 5                   | 4                | 2                | 0                | 7                           | 1                           | 1                           | 16                 | 4                  | 5                  | 53    | 16    | 12      |
| Palmeiras         | 2018              | 31                  | 7                   | 14                  | 5                | 1                | 1                | 11                          | 2                           | 1                           | 19                 | 4                  | 3                  | 66    | 14    | 19      |
| Palmeiras         | 2019              | 36                  | 9                   | 11                  | 4                | 0                | 1                | 10                          | 2                           | 3                           | 15                 | 2                  | 3                  | 65    | 13    | 18      |
| Palmeiras         | 2020              | —                   | —                   | —                   | —                | —                | —                | 2                           | 0                           | 2                           | 10                 | 2                  | 1                  | 12    | 2     | 3       |
| Palmeiras         | 2021              | 21                  | 2                   | 2                   | —                | —                | —                | 9                           | 2                           | 1                           | 2                  | 1                  | 1                  | 30    | 5     | 4       |
| Palmeiras         | 2022              | 38                  | 7                   | 9                   | 4                | 0                | 0                | 14                          | 1                           | 3                           | 12                 | 2                  | 1                  | 66    | 10    | 13      |
| Palmeiras         | 2023              | 14                  | 3                   | 3                   | 5                | 0                | 0                | 8                           | 0                           | 2                           | 15                 | 0                  | 2                  | 42    | 3     | 7       |
| Palmeiras         | 2024              | 18                  | 0                   | 0                   | 1                | 0                | 0                | 0                           | 0                           | 0                           | 0                  | 0                  | 0                  | 19    | 0     | 0       |
| Palmeiras         | Total             | 245                 | 53                  | 61                  | 35               | 6                | 5                | 65                          | 8                           | 15                          | 117                | 21                 | 21                 | 462   | 88    | 102     |
| Al-Duhail         | 2020–21           | 22                  | 14                  | 10                  | 4                | 1                | 2                | 4                           | 0                           | 1                           | 2                  | 0                  | 1                  | 32    | 15    | 14      |
| Al-Duhail         | Total             | 22                  | 14                  | 10                  | 4                | 1                | 2                | 4                           | 0                           | 1                           | 2                  | 0                  | 1                  | 32    | 15    | 14      |
| Cruzeiro          | 2025              | 1                   | 1                   | 0                   | 0                | 0                | 0                | 0                           | 0                           | 0                           | 9                  | 1                  | 0                  | 10    | 2     | 0       |
| Cruzeiro          | Total             | 1                   | 1                   | 0                   | 0                | 0                | 0                | 0                           | 0                           | 0                           | 9                  | 1                  | 0                  | 10    | 2     | 0       |
| Total na carreira | Total na carreira | 360                 | 73                  | 85                  | 42               | 9                | 7                | 86                          | 10                          | 18                          | 147                | 27                 | 26                 | 635   | 119   | 136     |

- a. ^ Jogos da Copa do Brasil e Copa da Ucrânia
- b. ^ Jogos da Copa Libertadores, Liga Europa, Liga dos Campeões e Recopa Sul-Americana
- c. ^ Jogos do Campeonato Mineiro, Campeonato Gaúcho, Campeonato Paulista, amistosos e Mundial de Clubes

### Seleção Brasileira
Abaixo estão listados todos jogos, gols e assistências do futebolista pela Seleção Brasileira, desde as categorias de base.
Seleção Principal
| Ano               | Amistosos | Amistosos | Amistosos |
| Ano               | Jogos     | Gols      | Assist.   |
| ----------------- | --------- | --------- | --------- |
| 2011              | 2         | 0         | 0         |
| 2017              | 1         | 1         | 0         |
| Total na carreira | 3         | 1         | 0         |

Seleção Sub–20
| Ano               | Campeonato Mundial | Campeonato Mundial | Campeonato Mundial |
| Ano               | Jogos              | Gols               | Assist.            |
| ----------------- | ------------------ | ------------------ | ------------------ |
| 2011              | 7                  | 3                  | 2                  |
| Total na carreira | 7                  | 3                  | 3                  |

Seleção Sub–17
| Ano               | Campeonato Sul–Americano | Campeonato Sul–Americano | Campeonato Sul–Americano |
| Ano               | Jogos                    | Gols                     | Assist.                  |
| ----------------- | ------------------------ | ------------------------ | ------------------------ |
| 2009              | 8                        | 0                        | 0                        |
| Total na carreira | 8                        | 0                        | 0                        |

## Títulos
Coritiba
- Campeonato Brasileiro Série B: 2010[108]

Cruzeiro
- Campeonato Mineiro: 2011

Dínamo de Kiev
- Copa da Ucrânia: 2013–14

Palmeiras
- Copa do Brasil: 2015
- Campeonato Brasileiro: 2016, 2018, 2022 e 2023
- Campeonato Paulista: 2020, 2022 e 2023[109]
- Copa Libertadores da América: 2020 e 2021
- Recopa Sul-Americana: 2022
- Supercopa do Brasil: 2023[110]

Seleção Brasileira
- Campeonato Sul-Americano Sub-17: 2009
- Copa Sendai: 2009
- Copa do Mundo FIFA Sub-20: 2011

## Prêmios individuais
Palmeiras
- Bola de Prata: 2016, 2017, 2018, 2019 e 2022
- Bola de Ouro: 2018
- Prêmio Craque do Brasileirão - Seleção do Campeonato: 2016 e 2018
- Prêmio Craque do Brasileirão - Melhor Jogador: 2018
- Troféu Mesa Redonda - Seleção do Campeonato: 2018
- Seleção das Américas pelo jornal AS: 2016[111]
- Seleção Ideal da América do Sul pelo Jornal El País: 2018[112]
- Seleção do Campeonato Paulista: 2018, 2019 e 2022
- Melhor jogador do Campeonato Paulista: 2022
- Seleção da Copa Libertadores da América: 2018[113], 2021
- Bola de Prata da Copa do Mundo de Clubes da FIFA : 2021

### Líder de Assistências
- Campeonato Brasileiro de 2016 (10 assistências)
- Campeonato Brasileiro de 2018 (14 assistências)

### Recordes
- Maior artilheiro do Palmeiras no século XXI (87 gols)
- Maior artilheiro do Allianz Parque (37 gols)
- Artilheiro do Palmeiras no ano: 2015 (16 gols) e 2019 (13 gols)
- 2º maior artilheiro do Palmeiras no Campeonato Brasileiro (52 gols)
- Jogador com mais assistências pelo Palmeiras no século XXI (100 assistências)
- Jogador com mais vitórias pelo Palmeiras no Campeonato Brasileiro (113 vitórias)
- Jogador com mais jogos pelo Palmeiras no século XXI (432 jogos)